# Вівсянка-пустельниця білогорла
Вівся́нка-пусте́льниця білогорла (Amphispizopsis quinquestriata) — вид горобцеподібних птахів родини Passerellidae. Мешкає в США і Мексиці. Це єдиний представник монотипового роду Білогорла вівсянка-пустельниця (Amphispizopsis).

## Опис

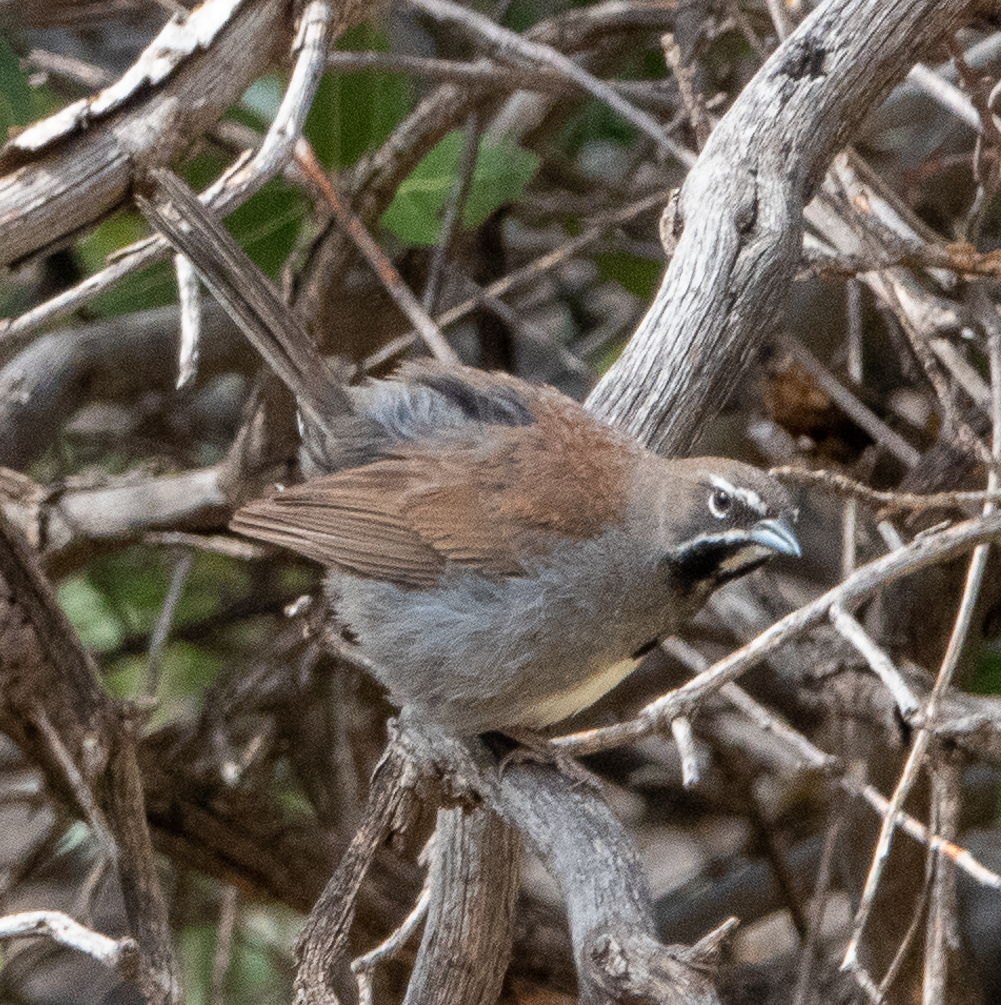
Білогорла вівсянка-пустельниця

Довжина птаха становить 13—16 см. Верхня частина тіла коричнювато-сіра, боки і нижня частина тіла сірі, живіт білуватий. На грудях чорна пляма. Над очима білі «брови», на горлі білі смуги. Дзьоб сірий.

## Підвиди
Виділяють два підвиди:
- A. q. septentrionalis Van Rossem, 1930 — від південно-західної Аризони, Сонори і заходу Чіуауа до центрального Сіналоа;
- A. q. quinquestriata (Sclater, PL & Salvin, 1868) — захід Центральної Мексики (північне Халіско).

## Поширення і екологія
Білогорлі вісянки-пустельниці мешкають переважно в горах Західного Сьєрра-Мадре на північному заході Мексики. З 1950-х років вид гніздиться в США на південному заході Аризони. Білогорлі вісянки-пустельниці живуть в напівпустелях і сухих чагарникових заростях, в каньйонах. Зустрічаються на висоті від 500 до 1850 м над рівнем моря. Живляться комахами і насінням, шукають їжу на землі. Влітку віддають перевагу комахам і гусені.

## Збереження
МСОП класифікує цей вид як такий, що не потребує особливих заходів зі збереження. За оцінками дослідників, популяція білогорлих вівсянок-пустельниць становить приблизно 200 тисяч птахів.